# Bruce Marshall

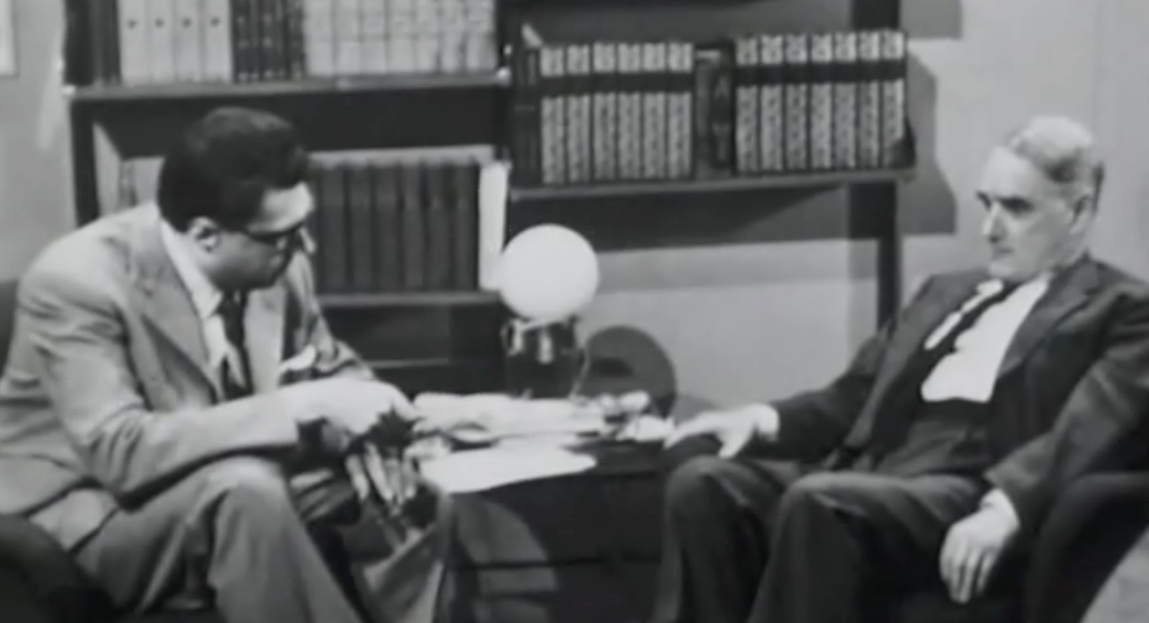
Bruce Marshall intervistato da Luigi Silori nel 1959

Bruce Marshall (Edimburgo, 24 giugno 1899 – Biot, 18 giugno 1987) è stato uno scrittore britannico.

## Biografia
Nacque ad Edimburgo nel 1899. Compì i suoi studi in materie economiche frequentando il Trinity College e l'Università di Edimburgo. Interruppe gli studi universitari per prendere parte alla prima guerra mondiale. Fu ferito, fatto prigioniero e perdette una gamba. Tornato in patria si laureò in lettere e in economia e, secondo la sua espressione, nel 1926 fu pronto a fare il "ragioniere".
Nel 1917 si convertì al cattolicesimo.
Per guadagnarsi da vivere cominciò a fare il ragioniere ma cominciò anche a scrivere romanzi.
Malgrado la sua menomazione partecipò anche alla seconda guerra mondiale, non solo come scritturale ma anche come uno dei riferimenti della Resistenza francese e facente parte dei servizi segreti britannici. Infatti, prima della guerra, si era trasferito in Francia per lavoro e risultò utile la sua conoscenza delle persone e dell'ambiente.
Dopo la guerra alcuni suoi romanzi ebbero successo e poté lasciare l'attività di ragioniere per dedicarsi alla scrittura di romanzi a tempo pieno.
L'esperienza della guerra si ritrova in molti suoi romanzi.

## Opere
- A Thief in the Night (racconto), 1918
- This Sorry Scheme, 1924
- Stooping Venus, 1926
- And There Were Giants..., 1927
- The Other Mary, 1927
- High Brows, an Extravaganza of Manners — Mostly Bad, 1929
- The Little Friend, 1929
- The Rough House, a possibility, 1930
- Children of This Earth, 1930
- Prayer For The Living, 1934
- Uncertain Glory, 1935
- Canon To The Right Of Them, 1936
- Luckpenny, 1937
- Father Malachy's Miracle. 1938 (italiano: Il miracolo di padre Malachia; Trad. di Gilberto Forti, Milano: Longanesi, 1949)
- Deliliah Upside Down, 1941
- Yellow Tapers For Paris, 1943 (italiano: Candele gialle per Parigi; Trad. di Margherita Santi Farina, Milano: Longanesi, 1952)
- All Glorious Within, 1944 (italiano: Il mondo, la carne e padre Smith; Trad. di Margherita Santi Farina, Milano: Longanesi, 1947)
- George Brown's Schooldays, 1946
- The Red Danube. 1947 (italiano: Danubio Rosso; Traduzione di Gianna Tornabuoni, Milano: Longanesi, 1951)
- To Every Man A Penny, 1950 (italiano: Ad ogni uomo un soldo; Trad. di Margherita Santi Farina, Milano: Longanesi, 1951)
- The White Rabbit, 1952 (italiano: Il coniglio bianco: romanzo; Trad. di Aldo Calesella e Fernanda Fiocchi, Milano: Massimo, 1954)
- The Fair Bride, 1953 (italiano: La sposa bella; Trad. di Raffaella Lotteri, Milano: Longanesi, 1952)
- Only Fade Away, 1954 (italiano: I vecchi soldati non muoiono; Trad. di Marcella Hannau, Milano: Longanesi, 1954)
- Thoughts of my Cats, 1954 (italiano: Il capriccio dei gatti; Trad. di Raffaella Lotteri, Milano: Longanesi, 1955)
- Girl in May. 1956 (italiano: La ragazza di maggio; Trad. di Marcella Hannau, Milano: Longanesi, 1956)
- The Bank Audit, 1958 (italiano: La resa dei conti; Trad. di Marcella Hannau, Milano: Longanesi, 1958)
- A Thread Of Scarlet, 1959 (italiano: La berretta rossa; Trad. di Marcella Hannau, Milano: Longanesi, 1959)
- Satan And Cardinal Campbell, 1959
- The Children, 1960
- The Divided Lady, 1960 (italiano: La moglie divisa; Trad. di Marcella Hannau, Milano: Longanesi, 1960)
- A girl from Lubeck (italiano: La ragazza di Lubecca; traduzione di Amalia D'Agostino Schanzer, Milano: Longanesi, 1962)
- The Month of the Falling Leaves (1963), (italiano: Il mese delle foglie che cadono; Trad. di Amalia d'Agostino Schanzer, Milano: Longanesi, 1963)
- Father Hilary's Holiday, 1965 (italiano: Padre Hilary; traduzione di Giuseppe Cacioppo, Milano: Longanesi, 1966)
- The Black Oxen: a Novel, 1972
- Urban the ninth (italiano: Urbano IX; traduzione di Bruno Oddera, Milano: Longanesi, 1973
- The bishop (italiano: Il vescovo; traduzione di Maria Basaglia, Milano: Longanesi, 1970)
- Operation Iscariot, 1974
- Marx the First, 1975
- Peter the Second, 1976
- The Yellow Streak, 1977
- Flutter in the Dovecote, 1986
- A Foot in the Grave, 1987
- Prayer for a Concubine, 1978 (italiano: Preghiera per una donna perduta; trad. Nicoletta Coppini, Milano: Longanesi, 1981)
- Death comes for John Paul, 1980 (italiano: Un sicario per Giovanni Paolo; Trad. di Marisa Castino, Milano: Longanesi, 1980)
- An Account of Capers, 1988 (postumo)